# Jeanette Biedermann
Jeanette Biedermann (nascida Jean Biedermann; Bernau bei Berlin, 22 de fevereiro de 1980) é uma cantora, atriz e dubladora alemã.

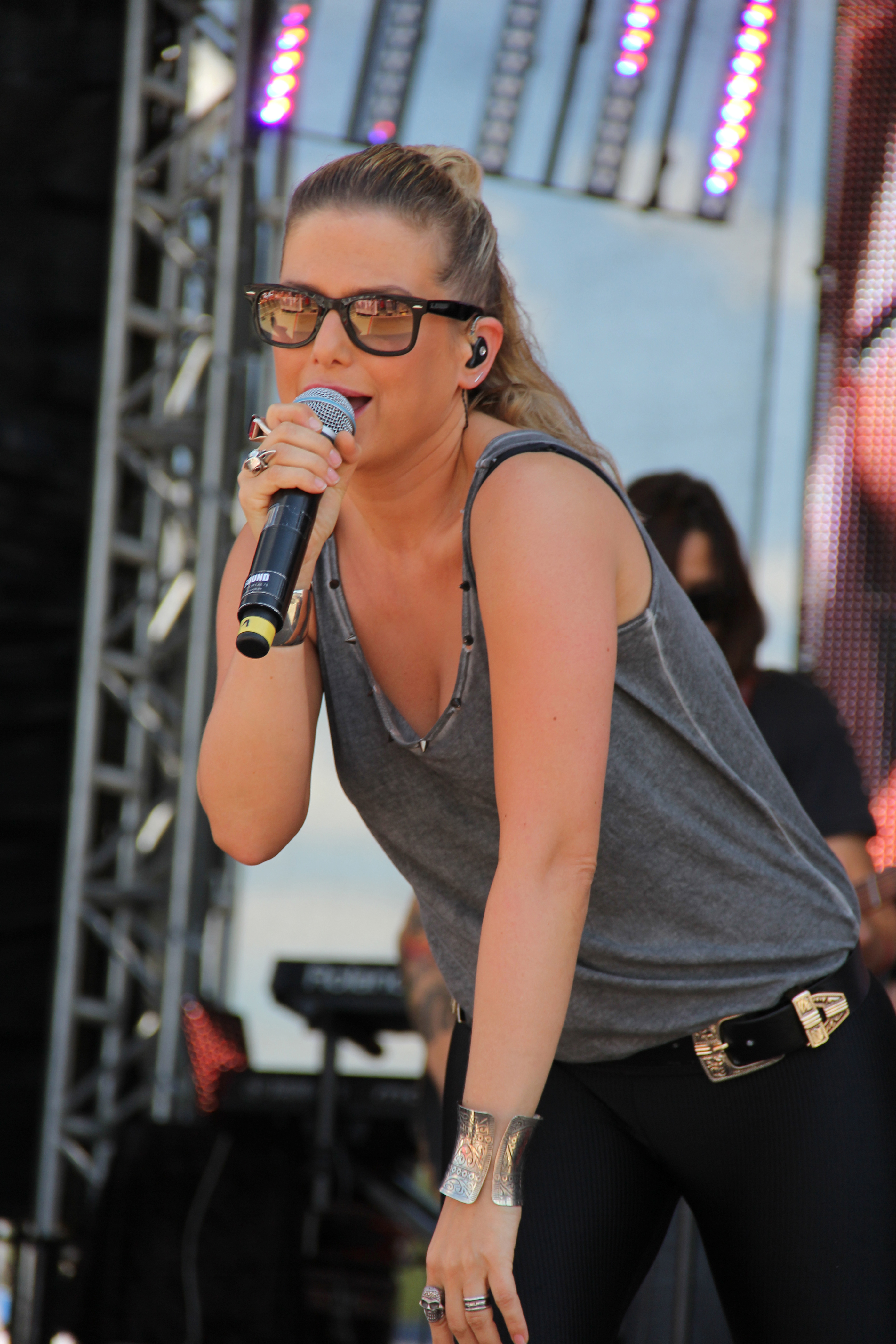
Jeanette Biedermann no Cannstatter Wasen de Stuttgart, 2016

## Discografia parcial

### Álbum
- 2000 - Enjoy!
- 2001 - Delicious
- 2002 - Rock My Life
- 2003 - Break on Through
- 2004 - Merry Christmas
- 2006 - Naked Truth
- 2009 - Undress to the Beat

## Filmografia parcial
- Gute Zeiten, schlechte Zeiten (1999-2004, Soap opera)
- Tatort: Schelbrand (2006, filme de TV)
- Anna und die Liebe (2008-2012, Soap opera)